# Cúpula Sul-Americana de 2023
A Cúpula de chefes de Estado da América do Sul de 2023, chamado também de Consenso de Brasília, foi um evento convocado pelo governo do Brasil para promover um encontro com representantes dos doze países do subcontinente.
A reunião aconteceu no Palácio Itamaraty, em Brasília, no dia 30 de maio de 2023.

## Objetivos
No discurso de abertura, o presidente do Brasil, Luiz Inácio Lula da Silva, acolheu os líderes regionais e apresentou diversas propostas para aumentar a integração regional.
Entre as propostas, foi apresentada a ideia da criação de uma moeda única para a região, o banco BNDES, como um mecanismo para promover o investimento em obras públicas nos países sul-americanos, além da reativação da Unasul, bloco que Lula ajudou a fundar, mas que foi dissolvido com a onda conservadora que levou diversos líderes da direita política ao poder, dentre eles, o seu antecessor Jair Bolsonaro, que retirou o Brasil do bloco.
Lula apelou, ainda, aos seus homólogos que considerem essas pautas superiores às diferenças ideológicas e políticas existentes.

## Presidentes participantes
Com exceção da presidente do Peru, Dina Boluarte, todos os demais chefes de Estado da América do Sul compareceram ao evento.

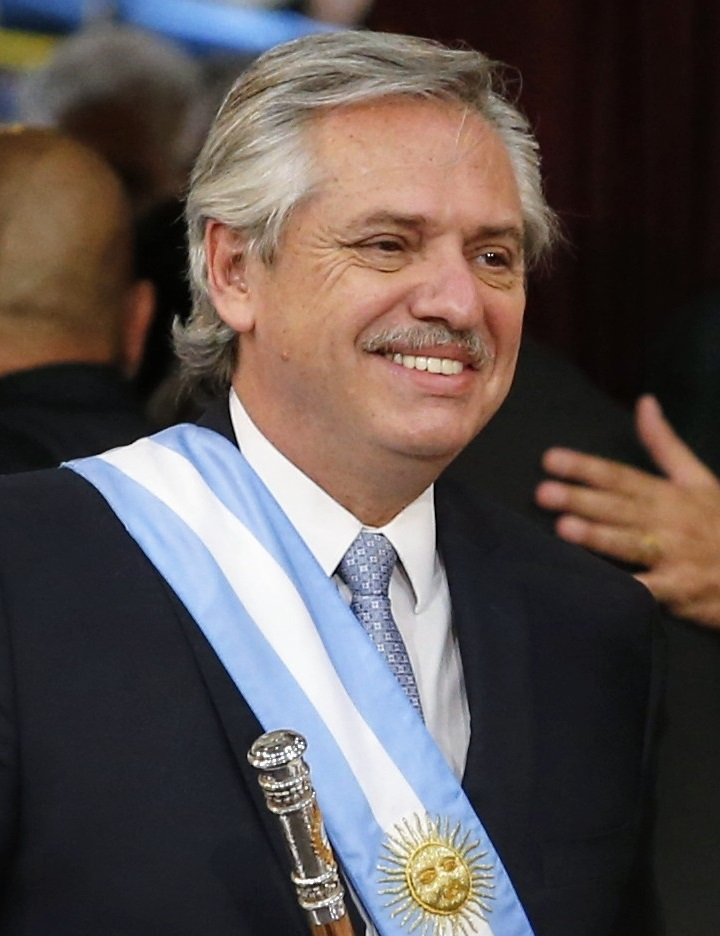
ARG Alberto Fernández, Presidente
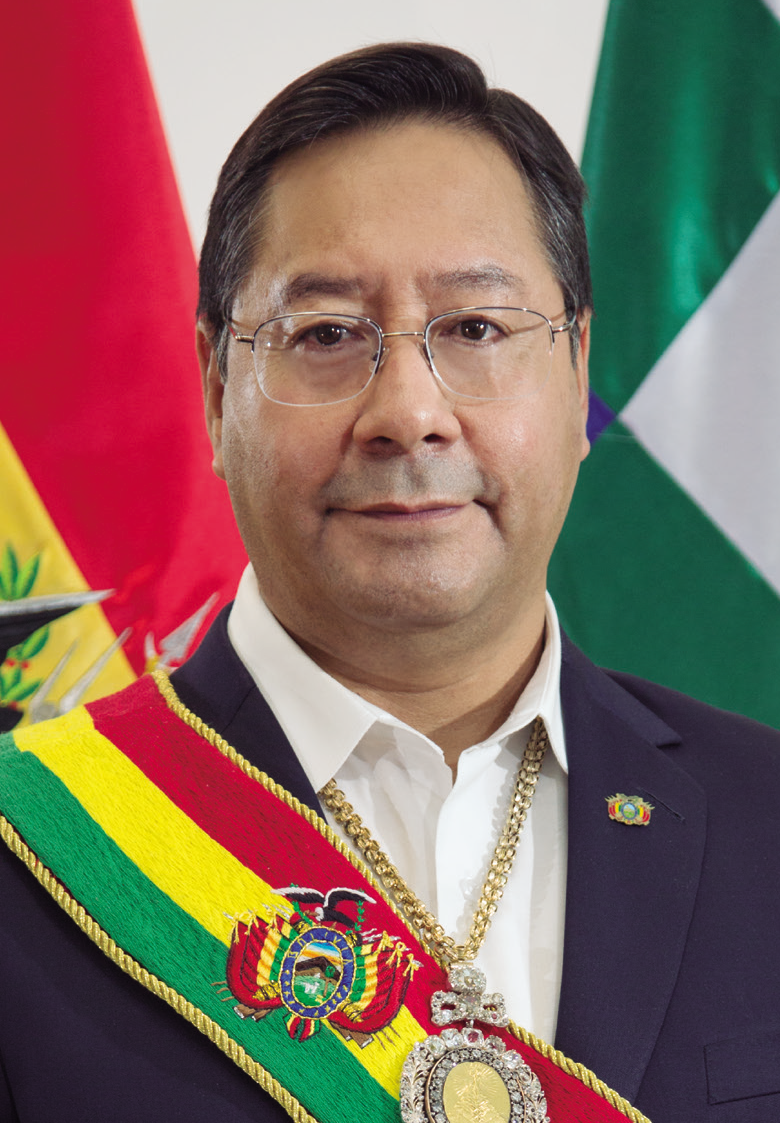
BOL Luis Arce, Presidente
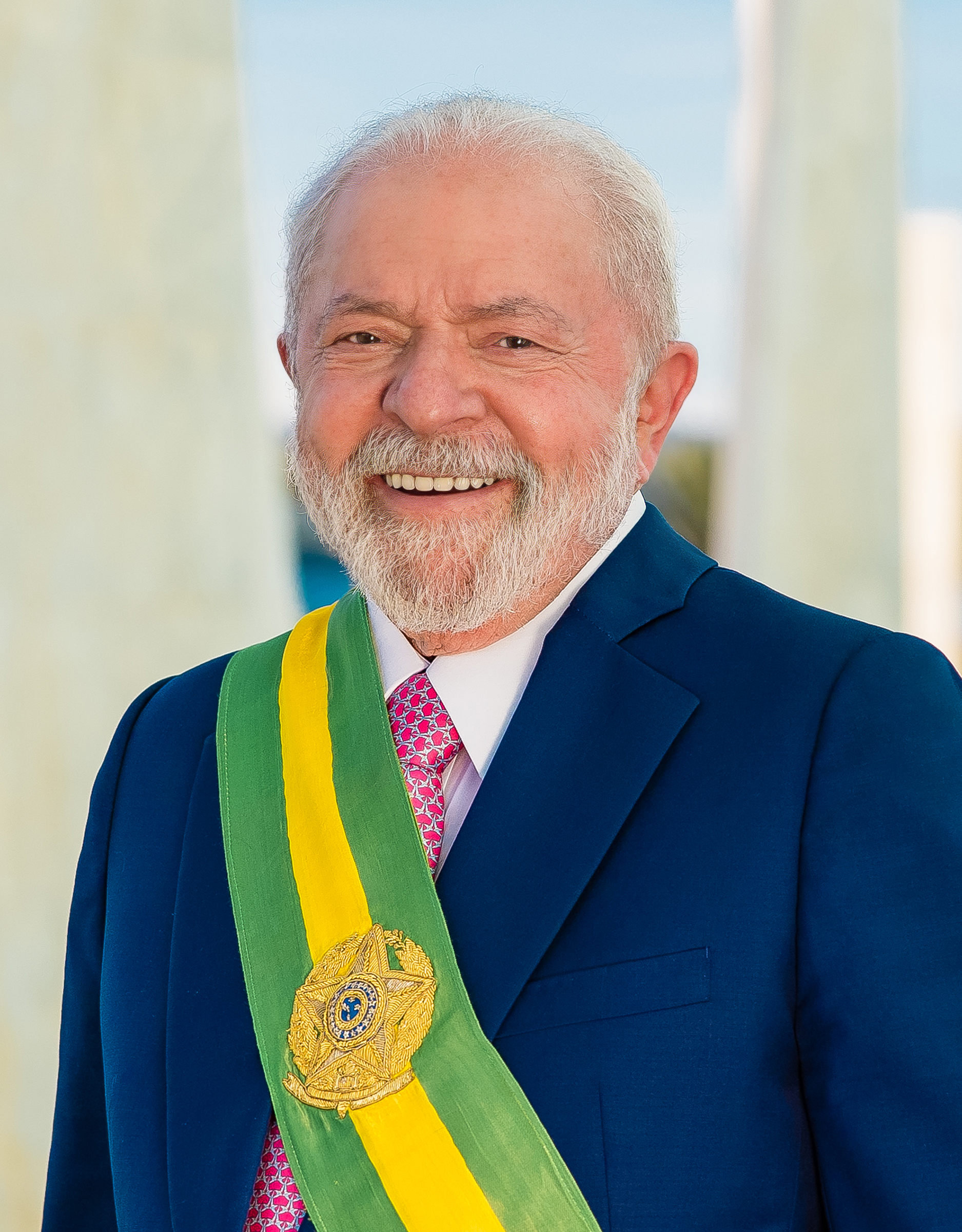
BRA Luiz Inácio Lula da Silva, Presidente (anfitrião)
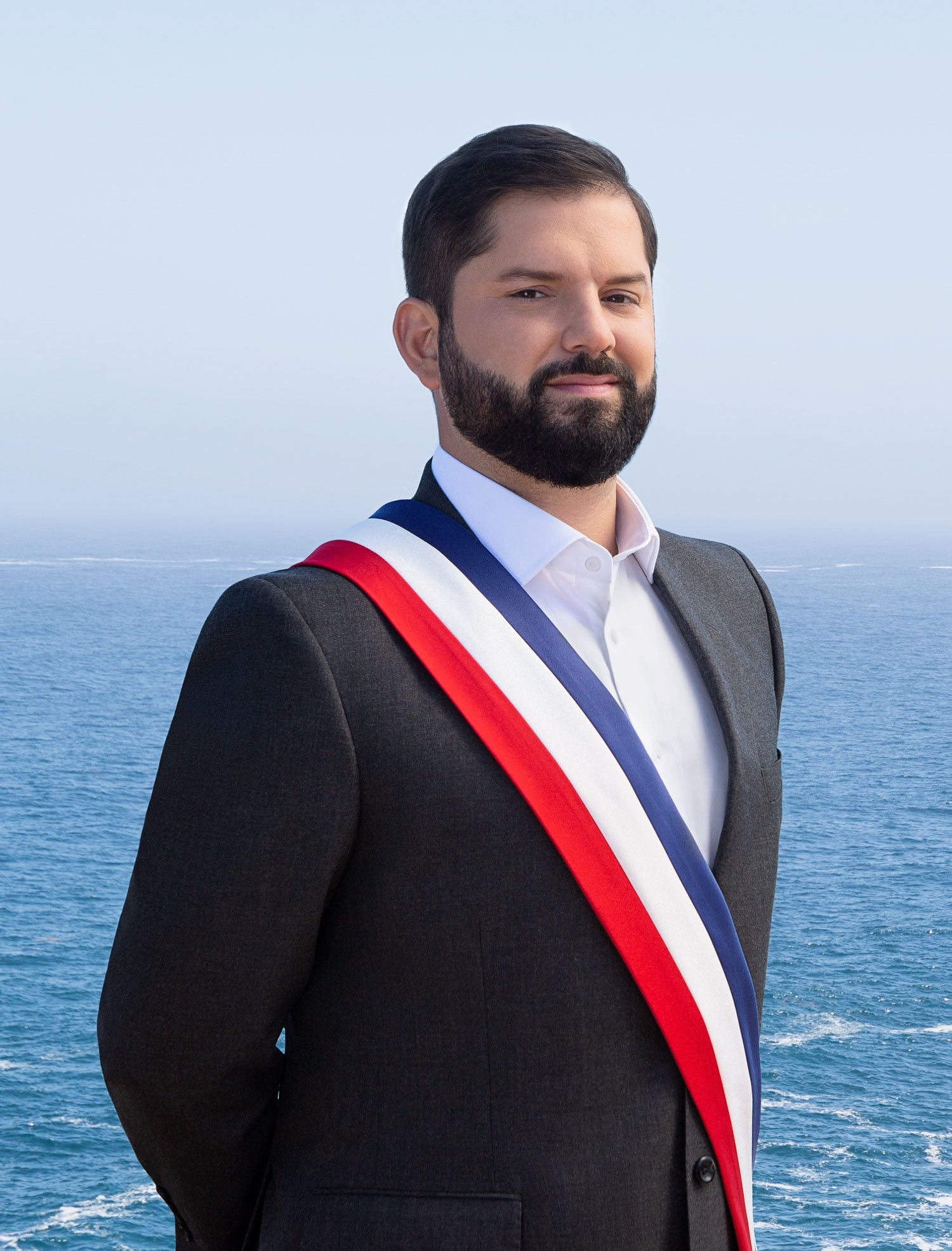
CHL Gabriel Boric, Presidente
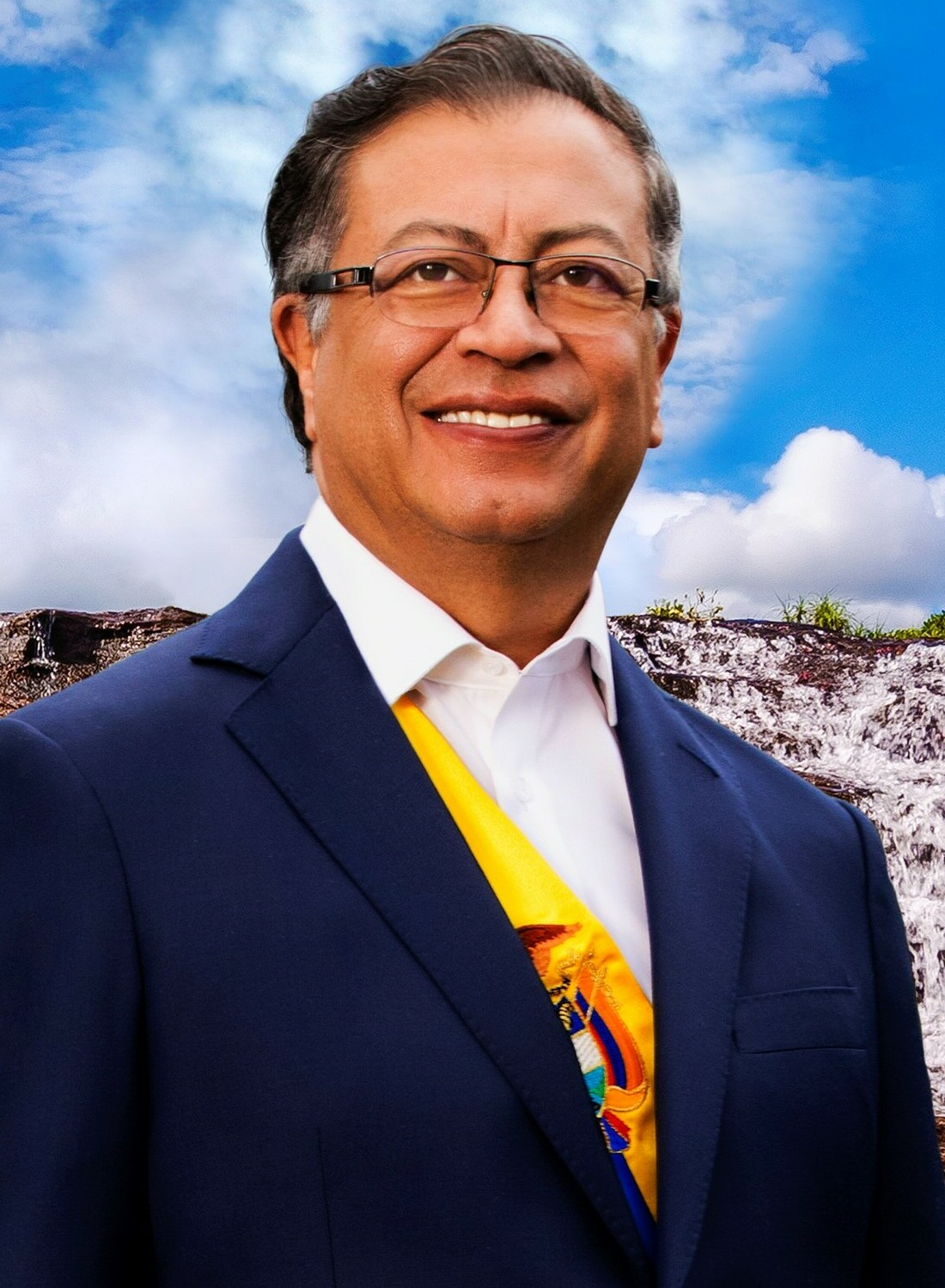
COL Gustavo Petro, Presidente
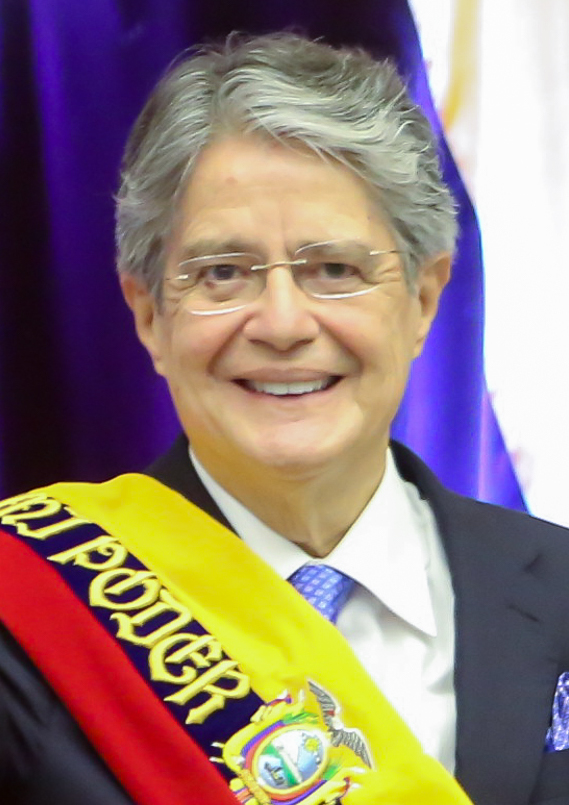
EQU Guillermo Lasso, Presidente
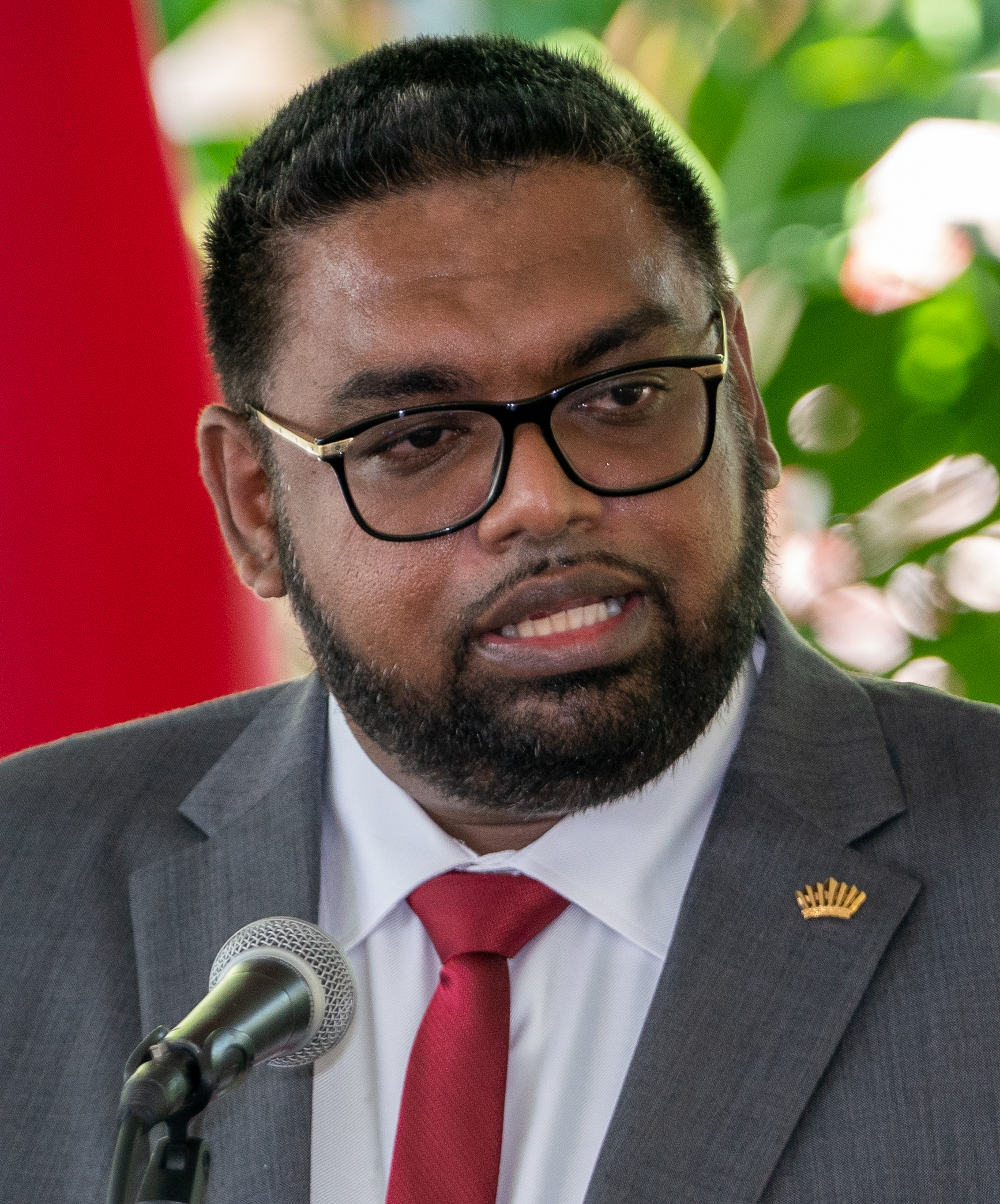
GUY Irfaan Ali, Presidente
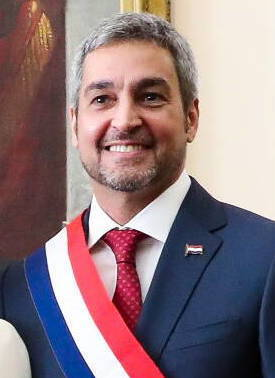
PAR Mario Abdo Benítez, Presidente
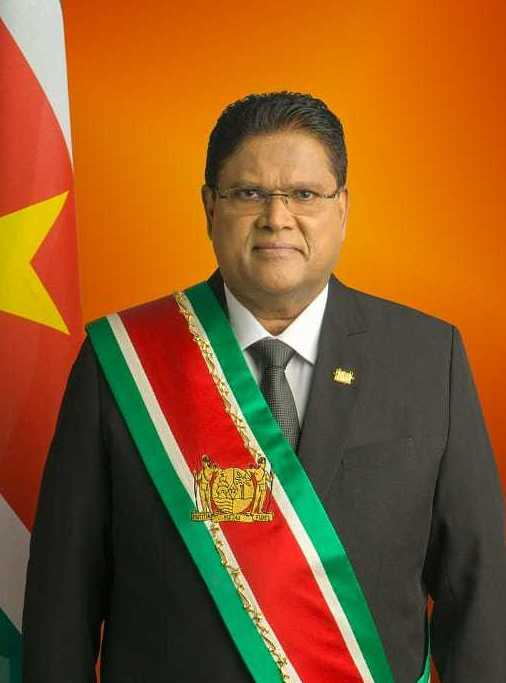
SUR Chan Santokhi, Presidente
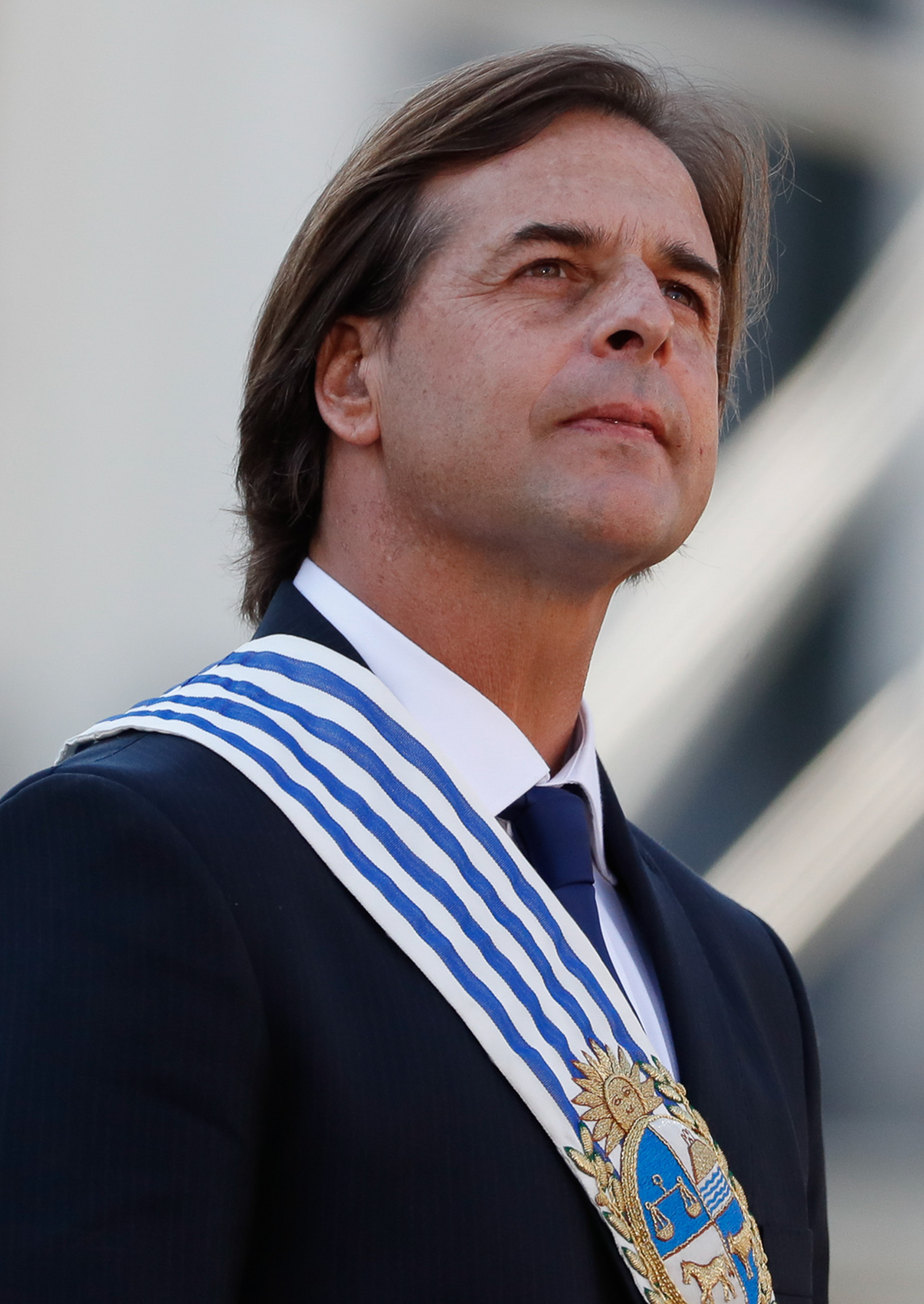
URY Luis Lacalle Pou, Presidente
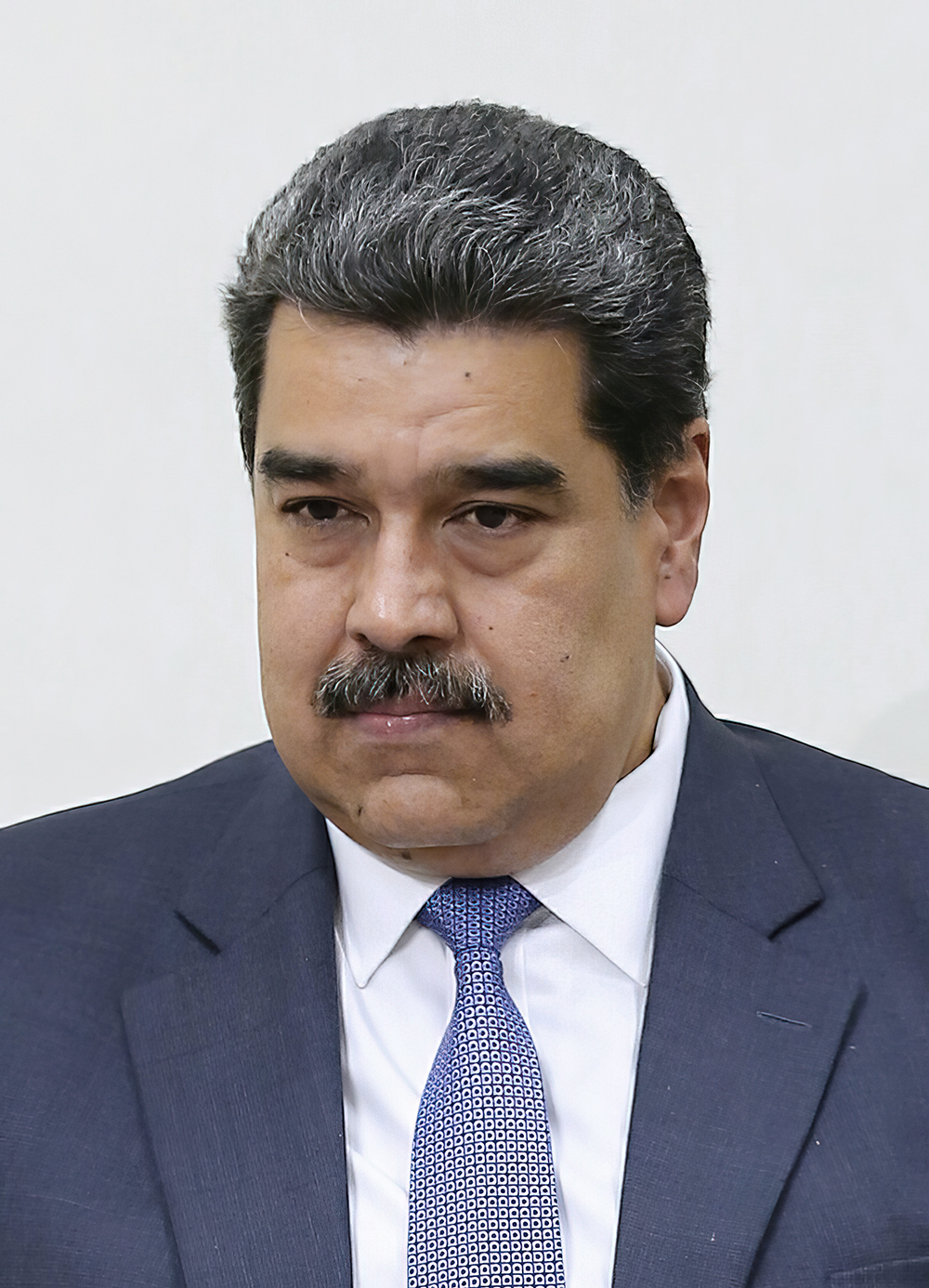
VEN Nicolás Maduro, Presidente

- Argentina
Alberto Fernández, Presidente
- Bolívia
Luis Arce, Presidente
- Brasil
Luiz Inácio Lula da Silva, Presidente (anfitrião)
- Chile
Gabriel Boric, Presidente
- Colômbia
Gustavo Petro, Presidente
- Equador
Guillermo Lasso, Presidente
- Guiana
Irfaan Ali, Presidente
- Paraguai
Mario Abdo Benítez, Presidente
- Suriname
Chan Santokhi, Presidente
- Uruguai
Luis Lacalle Pou, Presidente
- Venezuela
Nicolás Maduro, Presidente